# Vovcea Balka, Mașivka
Vovcea Balka (în ucraineană Вовча Балка) este un sat în comuna Sahnivșciîna din raionul Mașivka, regiunea Poltava, Ucraina.

## Demografie
Componența lingvistică a localității Vovcea Balka
     Ucraineană (96,91%)
     Rusă (3,09%)
Conform recensământului din 2001, majoritatea populației localității Vovcea Balka era vorbitoare de ucraineană (96,91%), existând în minoritate și vorbitori de rusă (3,09%).